# Syllis quadrifasciata
Syllis quadrifasciata är en ringmaskart som beskrevs av Fischli 1900. Syllis quadrifasciata ingår i släktet Syllis och familjen Syllidae. Inga underarter finns listade i Catalogue of Life.